# Pontos extremos da Eslovénia

Mapa topográfico da Eslovénia

Lista dos pontos extremos da Eslovénia, com os locais mais a norte, sul, leste e oeste e, também, o ponto mais alto e o mais baixo.

## Longitude e latitude
- Ponto mais setentrional: Budinci, Šalovci (46° 53′ N, 16° 14′ L)
- Ponto mais meridional: Damelj, Črnomelj (45° 25′ N, 15° 10′ L)
- Ponto mais ocidental: Breginj, Kobarid (46° 17′ N, 13° 23′ L)
- Ponto mais oriental: Benica, Lendava (46° 28′ N, 16° 36′ L)

## Altitude
- Ponto mais alto: Triglav, 2864 m (46° 22′ 27″ N, 13° 49′ 46,68″ L)
- Ponto mais baixo: Mar Adriático, 0 m (45° 33′ 08″ N, 13° 43′ 26″ L )